# Чешме-є Сар
Чешме-є Сар (перс. چشمه سار) — село в Ірані, у дегестані Поль-е Доаб, у бахші Заліян, шагрестані Шазанд остану Марказі. За даними перепису 2006 року, його населення становило 294 особи, що проживали у складі 71 сім'ї.

## Клімат
Середня річна температура становить 8,93°C, середня максимальна – 26,12°C, а середня мінімальна – -11,22°C. Середня річна кількість опадів – 292 мм.
| Клімат поселення                              | Клімат поселення | Клімат поселення | Клімат поселення | Клімат поселення | Клімат поселення | Клімат поселення | Клімат поселення | Клімат поселення | Клімат поселення | Клімат поселення | Клімат поселення | Клімат поселення | Клімат поселення |
| Показник                                      | Січ.             | Лют.             | Бер.             | Квіт.            | Трав.            | Черв.            | Лип.             | Серп.            | Вер.             | Жовт.            | Лист.            | Груд.            |                  |
| Середній максимум, °C                         | 3,74             | 4,86             | 7,54             | 14,40            | 19,85            | 25,48            | 26,01            | 26,12            | 21,98            | 17,40            | 10,91            | 5,43             |                  |
| Середня температура, °C                       | −3,74            | −2,6             | 0,08             | 6,94             | 12,37            | 18,02            | 20,72            | 20,84            | 16,70            | 12,12            | 5,62             | 0,15             |                  |
| Середній мінімум, °C                          | −11,22           | −10,06           | −7,4             | −0,54            | 4,91             | 10,54            | 15,44            | 15,54            | 11,41            | 6,83             | 0,34             | −5,15            |                  |
| Норма опадів, мм                              | 30               | 33               | 52               | 52               | 36               | 7                | 5                | 3                | 3                | 15               | 23               | 33               |                  |
| Середньомісячна швидкість вітру, м/с          | 1.85             | 2.51             | 2.67             | 3.02             | 2.53             | 2.54             | 2.56             | 2.47             | 2.20             | 2.09             | 1.80             | 1.77             |                  |
| Середньомісячна сонячна радіація, кДж/м²·день | 7967             | 10657            | 13150            | 17106            | 21526            | 26021            | 26138            | 23017            | 19640            | 13906            | 9845             | 7815             |                  |
| --------------------------------------------- | ---------------- | ---------------- | ---------------- | ---------------- | ---------------- | ---------------- | ---------------- | ---------------- | ---------------- | ---------------- | ---------------- | ---------------- | ---------------- |
| Джерело:                                      |                  |                  |                  |                  |                  |                  |                  |                  |                  |                  |                  |                  |                  |